# Laila Morse
Maureen Laila Oldman (Dorking, Surrey; 1 de agosto de 1945), más conocida como Laila Morse, es una actriz inglesa. Interpretó a Mo Harris en la serie EastEnders.

## Biografía
Es hija de Leonard Bertram Oldman y Kathleen Cheriton. Su hermano menor es el actor Gary Oldman, su sobrino es Alfie Oldman.
En 1962 se casó con Gerald Bromfield, la pareja tuvo dos hijos Gerry y Tracy; más tarde se divorciaron en 1970.
En mayo de 2001 fue diagnosticada con cáncer de seno, pero después de someterse a tratamiento se recuperó.
El 18 de septiembre de 2000 se unió al elenco principal de la popular serie británica EastEnders, donde interpretó a la energética Maureen "Big Mo" Harris, hasta el 21 de enero del 2016 después de que su personaje se mudara a Kent. Mo fue interpretada brevemente en EastEnders: Pat and Mo por la actriz Lorraine Stanley.
En 2010 interpretó a Mo en el spin-off de la serie, EastEnders: E20. En febrero del mismo año participó en el concurso The Weakest Link donde concurso junto a algunos de sus compañeros en la serie, entre ellos Adam Woodyatt, Laurie Brett, Larry Lamb, Todd Carty, Ricky Groves, John Partridge, John Altman y Charlie G. Hawkins.
En enero de 2012 se unió al elenco de famosos que participó en la séptima temporada del programa Dancing On Ice: su pareja fue el patinador profesional Lukasz Rozycki, siendo los segundos en ser eliminados del concurso.

## Filmografía

### Series de televisión
| Año         | Título          | Personaje   | Notas            |
| ----------- | --------------- | ----------- | ---------------- |
| 2000 - 2016 | EastEnders      | Mo Harris   | 994 episodios    |
| 2010        | EastEnders: E20 | Mo Harris   | 2 episodios      |
| 1999        | Honky Sausages  | Mamá        | 2 episodio # 1.1 |
| 1997        | The Bill        | Janice Ryan | 2 episodios      |

### Películas
| Año  | Título                 | Personaje   | Notas |
| ---- | ---------------------- | ----------- | --- |
| 2014 | The Ninth Cloud        | Cynthia     | junto a Michael Madsen, Jean-Hugues Anglade, Sabina Akhmedova & Leo Gregory                               |
| 2011 | Big Fat Gypsy Gangster | Tía Queenie | junto a Steven Berkoff, Peter Capaldi, Dave Legeno, Omid Djalili, Geoff Bell & Leo Gregory                |
| 2011 | Love, Honour and Obey  | Laila       | junto a Sadie Frost, Jonny Lee Miller, Jude Law, Ray Winstone, Kathy Burke, Denise Van Outen & Rhys Ifans |
| 1999 | Great Expectations     | Molly       | junto a Ioan Gruffudd, Justine Waddell, Charlotte Rampling & Tony Curran                                  |
| 1999 | Life of a Lighter      | Tía         | corto - junto a Aden Cardy-Brown, Ginita Jiménez & Kieron Pepper                                          |
| 1998 | One in Something       | -           | junto a Jonna Beacon, Dave Courtney, Martin L. Evans & Ginita Jiménez                                     |
| 1997 | Nil by Mouth           | Janet       | junto a Ray Winstone, Kathy Burke, Charlie Creed-Miles & Jamie Foreman                                    |

### Apariciones
| Año  | Programa         | Notas       |
| ---- | ---------------- | ----------- |
| 2012 | Dancing On Ice   | concursante |
| 2010 | The Weakest Link | concursante |

## Premios y nominaciones
| Año  | Categoría                               | Premio                         | Serie/Película | Resultado |
| ---- | --------------------------------------- | ------------------------------ | -------------- | --------- |
| 1998 | Most Promising Newcomer in any Category | British Independent Film Award | Nil by Mouth   | Ganó      |